# Famille Veil
Pour les articles homonymes, voir Veil.
La famille Veil est une famille originaire de l'est de la France, en Moselle au début du XIXe siècle. 

## Origine
Au XXIe siècle, cette famille est connue par le couple Antoine Veil et Simone Jacob qui a donné naissance à plusieurs enfants et petits-enfants notoires.
L'origine, au début du XIXe siècle, remonte à Achille Veil, négociant, né le 3 mars 1823 à Vic-sur-Seille en Moselle. Le 2 septembre 1847, il épouse Mélanie Cahen, à Metz. De ce mariage, naît en 1851 Charles Salomon Veil, qui épouse Cora Lévy le 17 février 1885 dans le 3e arrondissement de Paris. Ce couple donne naissance à André Veil (1889-1966), qui épouse Alice Léon (1898-1985) le 16 juillet 1919 dans le 9e arrondissement de Paris : ce sont les parents d'Antoine Veil.

## Descendance du couple Antoine Veil et Simone Veil (née Jacob)
- Antoine Veil (1926-2013) épouse Simone Veil (née Jacob) le 26 octobre 1946[2] :
  - Jean André Veil[3] (1947), avocat. Il épouse Catherine Zwahlen le 5 mai 1970, puis Anne Chetret le 29 octobre 1977, puis Dorothée Finot, divorcée de Philippe Garnier, en troisièmes noces le 31 août 1987[3],[4]. De ces trois mariages, naissent six enfants[3] :
    - Isabelle Veil (1972)
    - Judith Veil (1977), journaliste.
    - Déborah Veil (1986), journaliste[5]
    - Mathias Veil (1988) entrepreneur œuvrant dans le domaine du Drop shipping[6]
    - Constance Veil (1990)
    - Valentine Veil (1994)

  - Claude-Nicolas Veil (1949-2002), médecin[7],[a]. En 1976, il épouse Isabelle François, juriste[3]. De ce mariage naissent deux enfants.
    - Sébastien André Antoine Veil[3] (1977). Le 2 septembre 2006, il épouse Sibyle Petitjean[3], tous les deux anciens élèves de la promotion Léopold Sédar Senghor (2004) de l'École nationale d'administration[9], d'où trois enfants ;
    - Aurélien Veil (1979), avocat.

  - Pierre-François Luc Charles Veil[3] (1954), avocat. Il se marie trois fois : avec N. Chaffin, puis en secondes noces avec Agnès Buzyn le 27 juin 1985 à Paris et en troisièmes noces avec Barbara Rosnay le 11 juin 1999[3]. De ces trois mariages, naissent quatre enfants[3],[10] :
    - Stéphanie Chaffin-Veil (10 juin 1974)
    - Raphaël Veil (1987), médecin.
    - Lucas Veil (11 mai 1990, Paris 13e), avocat, marié le 24 août 2018 à Nelly Auteuil (fille de Daniel Auteuil et d'Emmanuelle Béart)[11].
    - Rebecca Veil (2000).